# Fronte Islamico
Il Fronte Islamico (in arabo الجبهة الإسلامية‎?, al-Jabha al-Islāmiyya) è stata una coalizione di 7 gruppi armati ribelli operanti nella guerra civile siriana in opposizione alle forze armate siriane. I suoi tre componenti più grandi erano Ahrar al-Sham, la Brigata al-Tawhid e Jaysh al-Islam.
L'unione delle forze permetteva al Fronte Islamico di essere, secondo alcune fonti, la milizia di opposizione più numerosa in Siria, con 60.000 uomini. Tutti i gruppi costitutivi hanno un'ideologia salafita e jihadista e non riconoscono la Coalizione Nazionale Siriana come interlocutore politico.
Obiettivo del Fronte Islamico era l'instaurazione di un emirato islamico in Siria. È stata pesantemente finanziato dall'Arabia Saudita, che controlla in parte anche le decisioni strategiche sul campo.
All'inizio del 2015, il Fronte islamico è stato descritto come virtualmente defunto, con i gruppi membri più grandi Ahrar al-Sham e Jaysh al-Islam che rimanevano entità separate e le fazioni più piccole del Fronte Islamico (Liwa al-Haqq, Suqour al-Sham e Fronte islamico curdo) assorbite in Ahrar al-Sham.

## Storia
Il Fronte Islamico nasce il 22 novembre 2013 con l'annuncio della fusione di 7 gruppi ribelli siriani accomunati dall'ideologia islamista. L'annuncio viene comunicato attraverso una conferenza stampa in cui viene presentato il simbolo e l'organigramma della nuova organizzazione. Le formazioni costituenti sono:
- Aḥrār al-Shām (Uomini liberi di Siria), il gruppo più grosso e organizzato
- Jaysh al-Islām (Esercito dell'Islam), particolarmente attivo sul fronte di Damasco
- Brigata al-Tawḥīd (Vessillo dell'Unità divina), particolarmente attivo sul fronte di Aleppo
- Ṣuqūr al-Shām (Aquile della Siria), particolarmente attivo sul fronte di Idlib
- Katāʾib Anṣār al-Shām (Battaglioni degli Ausiliari[10] della Siria), attivo ad Homs e Lattakia
- Liwāʾ al-Ḥaqq (Vessillo della Verità), particolarmente attivo sul fronte di Homs
- Fronte Islamico Curdo, attivo nel governatorato di al-Hasaka, conta meno di 1.000 miliziani

I gruppi costitutivi del Fronte provengono da due precedenti coalizioni: il Fronte Islamico Siriano e il Fronte Islamico Siriano di Liberazione. Scopo della nuova coalizione è superare le divisioni interne tra i gruppi e unirli sotto un unico vessillo. Sebbene non tutte le milizie confluiscano nel Fronte Islamico, le due precedenti formazioni annunciano il loro scioglimento il 25 novembre 2013.
Fin dalle prime attività sul campo, il Fronte Islamico si è alleato e coordinato con tutte le altre formazioni ribelle siriane, incluso l'Esercito Siriano Libero. Tuttavia le differenze ideologiche e organizzative con l'ESL hanno portato ad alcuni episodi di forte tensione, come nella giornata del 6 dicembre 2013, quando il Fronte Islamico attacca le postazioni dell'ESL nel governatorato di Idlib catturando i depositi di armi e il valico di frontiera con la Turchia di Bab al-Hawa. Tale evento ha forti ripercussioni su tutta la ribellione armata siriana in quanto Stati Uniti e Gran Bretagna interrompono il flusso di aiuti in tutto il nord del paese.
Il Fronte Islamico e l'Esercito Siriano Libero raggiungono un accordo di pace a fine dicembre 2013, e da allora organizzano operazioni militari congiunte.
Un alto esponente del Fronte Islamico, Ḥusayn Sulaymān, già appartenente ad Aḥrār al-Shām, viene catturato, torturato e ucciso il 31 dicembre 2013 da miliziani appartenenti allo Stato Islamico dell'Iraq e Levante.
Questo evento provoca una profonda frattura nel fronte ribelle e l'apertura delle ostilità tra i due gruppi jihadisti.

## Obiettivi
A fine novembre del 2013, il Fronte Islamico pubblica via Internet un documento contenente l'ideologia del gruppo e gli obiettivi politico-religiosi da raggiungere al termine della guerra. Il Fronte Islamico non riconosce i concetti di laicità e democrazia e si prefigge come scopo ultimo l'instaurazione di un emirato islamico in Siria, governato secondo le leggi della Sharīʿa. Il Fronte riconosce tuttavia i diritti delle minoranze etniche e religiose siriane, ed è disposto ad accogliere combattenti stranieri tra le sue file.
Tuttavia elementi di alcune milizie costitutive del Fronte hanno partecipato alla strage di popolazione alawita nelle campagne di Lattakia nell'agosto 2013.
Dal punto di vista politico il Fronte Islamico non riconosce la Coalizione Nazionale Siriana e condanna ogni tentativo di soluzione non militare della crisi.

## Relazioni con al-Qāʿida
Sebbene la branca ufficiale di al-Qāida in Siria sia il Fronte al-Nusra, sono emerse prove di una forte correlazione tra il Fronte Islamico e l'organizzazione terroristica transnazionale. L'Emiro Abū Khāled al-Sūrī, cofondatore di Aḥrār al-Shām, viene considerato il rappresentante personale in Siria di Ayman al-Zawahiri. Al-Sūrī viene ucciso il 23 febbraio 2014 a seguito di un attentato suicida perpetrato da miliziani dello Stato Islamico dell'Iraq e Levante, nel contesto del conflitto tra opposte milizie ribelli.
Inoltre è emerso che nel settembre 2013 Aḥrār al-Shām ha eseguito uno scambio di prigionieri con l'esercito regolare siriano. In cambio di 5 ufficiali dell'esercito sono stati rilasciati 5 miliziani, tra cui Mohammed Haydar Zammar, membro di al-Qāʿida, secondo la CIA l'organizzatore e il reclutatore della cosiddetta "cellula di Amburgo" che ha condotto gli attentati dell'11 settembre 2001 a New York e Washington.